# Новак-Нехорньский, Мерчин
Ме́рчин Но́вак-Не́хорньский, настоящая фамилия — Нойман (в.-луж. Měrćin Nowak-Njechorński, нем. Martin Neumann; 13 июня 1900 года, деревня Нехорнь около Будишина, Саксония, Германия — 6 июля 1990 года, Нехорнь, Германия) — лужицкий писатель, журналист и художник.

## Биография
Родился 13 июля 1900 года в лужицкой деревне Нехорнь (Нехерн). Окончил среднюю школу в деревне Ворцын (Вуршен), после чего обучался живописи. В 1919 году в Гёрлице была организована его первая художественная выставка. С 1920 года обучался в Лейпциге в Высшей школе графики и изобразительных искусств. С 1921 года по 1923 год обучался в дрезденской Высшей школе изобразительных искусств. Во время обучения занимался художественной реконструкцией славянской мифологии. С 1923 года обучался в Праге, с 1927 года по 1929 года — в варшавской Академии изящных искусств.
После окончания обучения возвратился в Будишин, где с 1929 года стал редактором лужицкой газеты «Serbske Nowiny». В 1933 году после прихода к власти нацистов оставил работу в редакции газеты «Serbske Nowiny». Участвовал во Второй мировой войне. После окончания войны возвратился из американского плена и стал работать с 1947 года в редакции газеты «Nowa doba» (позднее этой газете было возвращено довоенное наименование «Serbske Nowiny»). С 1950 года по 1969 год был главным редактором литературного лужицкого журнала «Rozhlad». Был членом одной из комиссий союзного управления «Домовины».
В 1958 году изменил немецкую фамилию Нейман на аналогичную лужицкую версию Новак, добавив себе псевдоним Нехорньский от наименования родной деревни Нехорнь.
В 1969 году вышел на пенсию и стал заниматься живописью и писательской деятельностью, проживая в родной деревне Нехорнь. В 1974 году участвовал вместе с лужицкими художниками Евой Воршой Ланзиной и Яном Буком на VII съезде Общества художников ГДР в Карл-Маркс-Штадте.
Скончался 6 июля 1990 года в родной деревне Нехорнь.

## Сочинения
- Ruskie byliny, Praha, 1927;
- Po serbskich pućach, Budyšín, 1936,
- Wusaty Krjepjel a druhe bajki, Budyšín, 1950;
- Wuknimy dolnoserbski. Krótki kurs delnjoserbšćiny za hornjołužiskich Serbow, Budyšín, 1952;
- Zapiski Bobaka, Budyšín, 1952;
- Serbski Wšudźebył, Budyšín, 1954;
- Mišter Krabat , Budyšín, 1954;
- Kołowokoło Błotow, Budyšín, 1957;
- Bołharske podlěćo, Budyšín, 1958;
- Wot wčerawša na jutřiše, Budyšín, 1960;
- Molerjo, spěwarjo, podróżnicy, Budyšín, 1961;
- Pod Pamirom a za Kaukazom, Budyšín, 1961;
- Baćon a žaby a druhe bajki, Budyšín, 1967.

## Награды
- Орден «За заслуги перед Отечеством» — дважды;
- Орден «Звезда дружбы народов»;
- Национальная премия ГДР;
- Лауреат литературная премия организации «Домовины»;
- Лауреат премии имени Якуба Чишинского (1959);

## Память
- В деревне Нехорнь действует музей, посвящённый Мерчину Новак-Нехорньскому.